# Lázár Csaba
Lázár Csaba (Budapest, 1970. május 26.–) Kazinczy-díjas magyar színművész, rádióbemondó, rádiórendező.

## Pályája
Színészi tanulmányait a Théba Stúdióban kezdte Basilidesné Andor Edit tanítványaként 1986-ban, majd a Gór Nagy Mária Színitanoda következett, ahol Schubert Évánál tanult. A Nemzeti Színiakadémiát 1995-ben végezte el Csernus Mariann, Ivánka Csaba és Szélyes Imre tanítványaként. Az Akadémia elvégzése után a Nemzeti Színház szerződtette le. 1997-2002-ig a Soproni Petőfi Színház tagja volt. 2002-től szabadúszó. Játszott többek között a Budaörsi Játékszínben, az IBS színpadán, a Gyulai Várszínházban, a Szigetvári- és Sümegi Nyári Játékokon. 2010-től a Száguldó Orfeum majd az Ivancsics Ilona és Színtársai társulat tagja.
Dolgozott többek között Sík Ferenc, Agárdy Gábor, Kozák András, Iglódi István, Bodolay Géza, Halasi Imre, Mikó István és Szombathy Gyula rendezéseiben.
2004-től a Magyar Katolikus Rádió vezető bemondója és rádiórendezője.
2005-ben művelődésszervező diplomát szerzett a Nyugat-magyarországi Egyetem Apáczai Csere János Tanítóképző Főiskolai karán.

## Színházi szerepei
Fontosabb szerepek a Nemzeti Színházban:
- Czakó Gábor: Fehér ló, avagy Duna-party kocsmológia... Hölderlin
- Tamási Áron: Tündöklő Jeromos... Ákos
- Vörösmarty Mihály: Árpád ébredése... Árpád
- William Shakespeare: Szentivánéji álom... Demetrius
- Shakespeare: Othello... Montano
- Shakespeare: Macbeth... ifj. Siward
- Madách Imre: Az ember tragédiája... több szerep
- Emmet Lavery: Az Úr katonái... Ahern Márk
- Szép Ernő: Lila ákác... Lali
- Bródy Sándor: A tanítónő... tanító
- Molière: A tudós nők... Klytander
- Szakonyi Károly: Vidám Finálé... Miki
- Gelderode: A vakok... Lamprido, a vakok királya

Fontosabb szerepek a Soproni Petőfi Színházban:
- Sławomir Mrożek: Örvendetes esemény... férj
- Shakespeare: Sok hűhó semmiért... Boracchio
- Georges Feydeau: Bolha a fülbe... Histangua
- Petőfi Sándor – Blum József: Az Apostol... gazdag úr
- Benjamin Jonson: Volpone... Corvino
- Paul Portner: Hajmeresztő... Edward Lawrence
- Tamási Áron – Pozsgai Zsolt: Ábel trilógia... Ábel apja
- Szigligeti Ede: Liliomfi... Szellemfi
- Spiró György: Az imposztor... Kaminsky
- Anton Pavlovics Csehov: Cseresnyéskert... Jepihodov
- John Steinbeck: Egerek és emberek... Curley
- Arany János balladaest

Vendégjátékok:
- Ratkó József: Segítsd a királyt... főpap
- William Shakespeare: Vízkereszt, vagy amit akartok... Bohóc
- Tamási Áron: Énekes madár ... Bakk Lukács
- Pierre Corneille: Cinna... Augustus császár
- Szigetvári vértanúk... Zrínyi segédtisztje
- Kisfaludy Sándor: A hűség próbája... Endre apja
- Szigligeti Ede: Fenn az ernyő nincsen kas... Várkövi
- Herczeg Ferenc: Kék róka... Sándor
- Krajcsi Tímea: Szellemek márpedig nincsenek... Misi
- Emmet Lavery: Az Úr katonái... Ahern Márk, Szeged
- Wass Albert: Elvásik a veres csillag... Piripók
- Wass Albert: Ember az országút szélén... erdészeti igazgató
- Csurka István: Az idő vasfoga... Molnár, Angéla vőlegénye
- Maurice Maeterlinck: Kék madár... Nagyapó, Legkövérebb Boldogság
- Ungváry Zsolt: A boldog...  Apor
- "Jézusa kezében kész a kegyelem"- Arany János-balladaest
- Móricz Zsigmond: Magyar mesék... Ember

## Színházi rendezései
- Herczeg Ferenc: Kék róka (Vojnovich-villa) 1999
- Szigligeti: Fenn az ernyő nincsen kas (Sacellary-kastély) 2000
- Krajcsi Tímea: Szellemek márpedig nincsenek (Pesti Vigadó) 2001 (Aranytíz Teátrum) 2006
- Varga Lóránt: Kővel, kő nélkül (Budakeszi Nyári Színház) 2015
- Ungváry Zsolt: A boldog (Budakeszi Templomkert Színház) 2018

## Rádiórendezései, szerepei, önálló műsora
- Krisztussal a fogságban 2004.
- Merre jársz most, Dombikám? 2005.
- Lépésről lépésre 2005.
- Az úr katonái 2005.
- Bartók emlékezete 2005.

" Pas de Deux 2006. 
- Kakuk Marci 2007.
- Kitelepítve 2007.
- Bartók sorozat 2007.
- Anecdotae Hungarorum 2008.
- Időzavar 2009.
- Betlehem ajándéka 2010.
- Lázár Ervin: A hétfejű tündér 2010.
- Kővel, kő nélkül- a makkosmáriai templom története 2015.
- Falusi Márton: A buszmegálló 2016.
- Falusi Márton: Heverő-avagy Csernyenko kézdublőre 2019.
- Kováts Dániel: Hű valék -Kazinczy életpéldája cd - Kazinczy hangja, rendező 2021.
- Várnai Péter:Krisztus inge - ávós őrnagy, rendező 2023.

- Németh László: Az áruló –Görgey Artúr - R.: Sárospataki Zsuzsanna 2010.
- „Itt az írás, forgassátok!” című irodalmi műsor szerkesztő-előadója, 2005 óta
- Üres a híd - Arany János balladaest 2000.
- Jézusa kezében kész a kegyelem - Arany János balladaest 2017.
- Így nem fogok sohse meghalni - Ady önálló est 2019.
- Idegen nép él ...Trianon 100. CD. 2020.
- Trianon 100. dupla CD - színész 2020.
- A magyarországi pálosok története- hangoskönyv 2020.
- Jelenczki István: Nem, nem, soha I-IV. narrátor 2020.
- Hiszek a szóban -Töretlen gerincek kopogtatása - Nagy László-Nagy Gáspár est 2021.
- Hű valék - Kazinczy életpéldája hangoskönyv 2021.
- Legszebb ország hazám - magyar írók, költők a szülőföldről, magyar jellemről 2022.
- Töretlen gerincek kopogtatása - Nagy Gáspár est 2023.
- Téged keresnek szemeim- Petőfi est 2023.

## Önálló CD
- „Üres a híd” Arany János válogatott balladái, 2000.
- „Téged keresnek szemeim” válogatás Petőfi Sándor műveiből 2009.

A Keszthelyi Helikon Múzeum Szendrei Júlia emlékszoba állandó műsorszáma 

## Film, Tv
- Kölcsönkapott idő 1993
- Vidám finálé 1995*
- Tündöklő Jeromos 1997
- Sok hűhó Emmiért 1998
- Szomszédok 1998
- Európa expressz 1998
- Szőke kóla, 2005
- Mentsük meg az állatkertet! 2009
- HírTv versfelvételek, Kádár.com-narrátor, A fehér ház története-narrátor, Triptichon-három ballada- narrátor. Albert Flórián portréfilm - narrátor
- Az Országos Széchenyi Könyvtár hangja

## Hangoskönyvei a MEK honlapján
- Jókai Mór: A kőszívű ember fiai

- Petőfi Sándor: Az Apostol

- az Országos Széchényi Könyvtár Balassi, Nyelvemlékek és Jeles Napok honlapján versfelvételek, irodalmi szövegtöredékek

## Díjai
- III. Országos Arany János Balladamondó verseny I. helyezett. Nagykőrös, 1988

- Rádiós Korrektúra Hangok Versenye, hangjáték kategória I. helyezett. A buszmegálló. Rendező:Lázár Csaba 2016

- Magyar Ezüst Érdemkereszt Polgári Tagozat, 2018

- Kazinczy-díj 2019.
- Pro Communicatione Christiana -díj, 2024.

## Róla
Szenkovits Péter: Meg tudod csinálni, 2001